# Neretvanska mandarina
Neretvanska mandarina, zaštićeni izvorni hrvatski proizvod čiji je naziv registriran kao zaštićena oznaka izvornosti. 
Zasniva se na posebnosti ovog proizvoda koja proizlazi iz specifičnih okolišnih čimbenika doline rijeke Neretve i tradicije uzgoja. Travnja 2019. Hrvatska pošta objavila je i seriju poštanskih maraka Hrvatski zaštićeni poljoprivredni i prehrambeni proizvodi  među kojima je neretvanska mandarina, uz dalmatinski pršut i ekstra djevičansko maslinovo ulje Cres.
Svibnja 2013. godine podnesen je radi zaštite izvornosti zahtjev za registraciju Ministarstvu poljoprivrede RH. Rujna 2013. ministarstvo je donijelo Rješenje o registraciji oznake izvornosti naziva „Neretvanska mandarina“, čime je naziv postao zaštićen u Republici Hrvatskoj. Travnja 2014. godine Ministarstvo poljoprivrede RH je radi zaštite izvornosti na razini EU uputilo zahtjev za registraciju naziva zaštićene oznake izvornosti „Neretvanska mandarina“ Europskoj komisiji. Završetkom europske procedure, objavom navedene Uredbe Komisije, naziv „Neretvanska mandarina“ upisan je u registar zaštićenih oznaka izvornosti i zaštićenih oznaka zemljopisnog podrijetla. Zaštitu je dobila srpnja 2015. godine. Autori projekta „Neretvanska mandarina“ su Dragan Crnomarković i Mijodrag Kiridžija.

## Vanjske poveznice
- Dubravka Ferenčić, David Gluhić, Olivera Koprivnjak: Prerađevine od mandarina – mogućnost dodatne valorizacije brenda „Neretvanska mandarina, Glasnik zaštite bilja
- Izmijenjena specifikacija proizvoda, Ministarstvo poljoprivrede RH
- [neaktivna poveznica]